# Опока (ливарне виробництво)

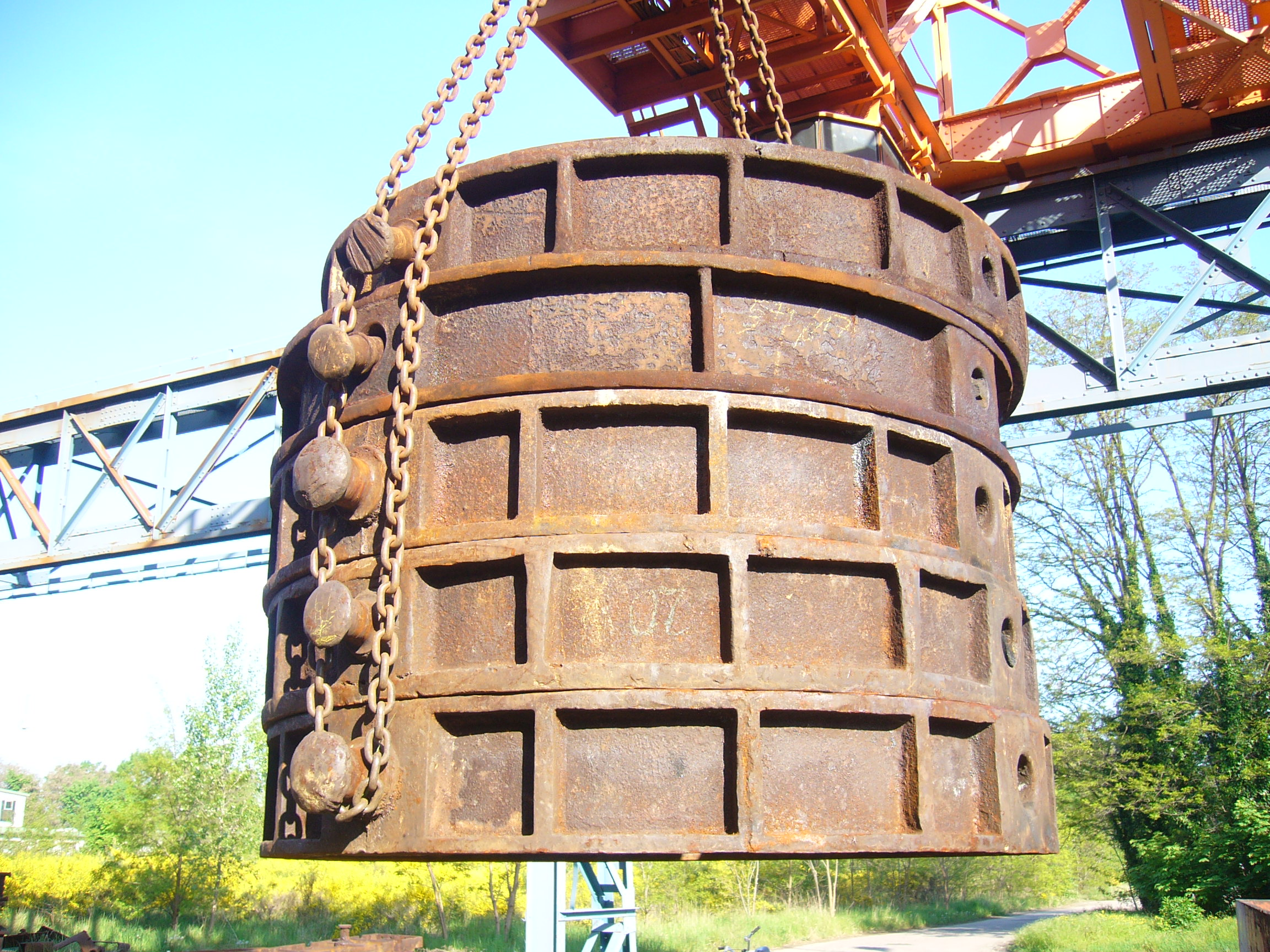
Опоки круглої форми для лиття великих виливків

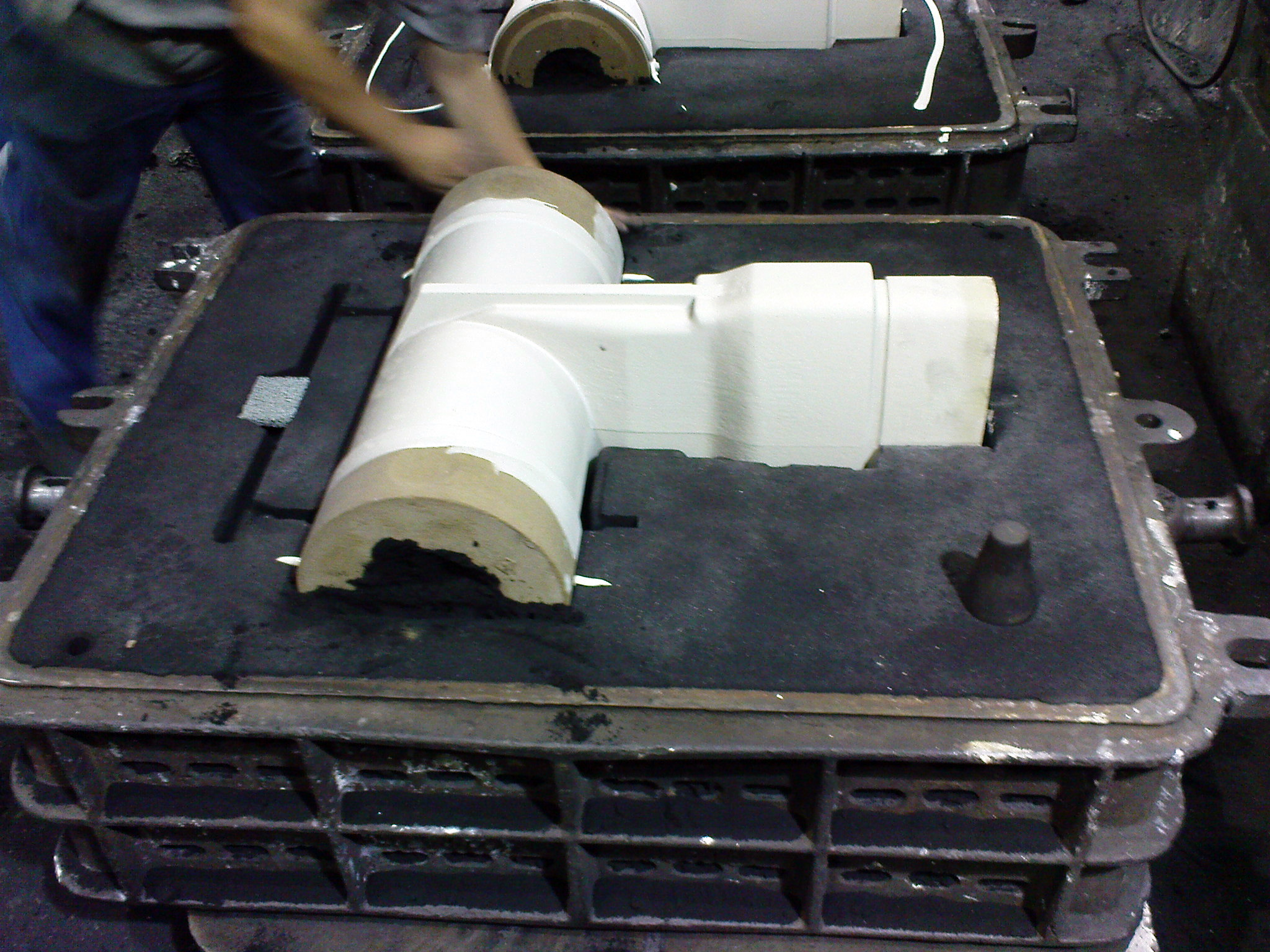
Виготовлення ливарної форми в опоці прямокутної форми

Опо́ка у ливарному виробництві (англ. molding box, flask) — пристрій для утримування формувальної суміші під час виготовлення ливарної форми, її транспортування та заливання рідким металом.

## Конструктивні особливості
Типова опока для одноразової ливарної форми має вигляд жорсткої рамки, що зазвичай складається з двох половин — верхньої і нижньої, які фіксуються і скріплюються між собою при складанні форми перед заливанням. Переріз стінок (боковин) опок зазвичай має двотавровий переріз з плоским шліфованим нижнім торцем (ладом) і плоским верхнім торцем (контрладом). При литті в оболонкові форми і литті по виплавляних моделях опока має вигляд ящика із дном.
Опоки виготовляються із сталі, чавуну, алюмінієвих та магнієвих сплавів методом лиття, зварюванням або комбінованим способом (зварювання окремих литих деталей).
За формою поки бувають прямокутні, круглі й фасонні.
Залежно від розмірів моделі, опоки стандартизують за довжиною і шириною їх просвіту у плані (вікна) з боку ладу та висотою. Ці три показники, зазвичай, кратні 50 мм. Важливим показником опок є міжцентрова відстань, тобто відстань між осями центрувальних втулок, та габаритні розміри.
Також розрізняють опоки ручні, кранові (важкі, які можна підняти і переміщати лише краном) і комбіновані (з ручним і крановим підніманням). Для транспортування вони відповідно мають спарені бокові ручки або цапфи.

## Використання
Опоку при виготовленні ливарних форм заповнюють формувальною сумішшю. При формуванні лад опоки встановлюють на плоску модельну плиту з моделлю, а формувальну суміш засипають з боку контрладу. Засипану суміш ущільнюють. Для фіксованого сполучення парних форм після вилучення моделі за площиною їх роз'єму парні опоки мають бокові приливки з центрувальними і фіксувальними втулками, у отвір яких з мінімальним зазором встановлюють відповідні штирі. Великогабаритні опоки для додаткового механічного утримання формувальної суміші з боку контрладу мають ребра жорсткості (хрестовини). За висотою і розташуванням хрестовини відносно елементів моделі повинні утворювати зазор у декілька сантиметрів для формувальної суміші. Для полегшення видалення газів під час нагрівання суміші металом виливка у боковинах опок передбачають вентиляційні отвори.
Після заливання форм розплавом та остигання з опок виливки і формувальну суміш вибивають на вібраційних машинах.